# Hensies
Hensies (prononcer [ɑ̃ziː]; en wallon Inzî, en picard Hinzi) est une commune francophone de Belgique située en Région wallonne dans la province de Hainaut. Cette commune fait partie de l'arrondissement administratif de Mons.

## Géographie

### Situation
Commune située en position frontalière avec la France, Hensies présente une altitude variant de 15 m dans les marais d'Harchies à 51 m aux alentours de la route N51.
Elle est traversée par deux cours d'eau : la Haine et le canal Mons-Condé, qui se rejoignent en une intersection au nord.
Hensies est également desservie par la route N51 au sud et l'autoroute A7 au nord, ainsi que par la ligne ferroviaire 97, qui dessert les deux gares situées au sud de son territoire.

### Sections de commune
| # | Nom                 | Superf. (km²). | Habitants (2020). | Habitants par km² | Code INS |
| - | ------------------- | -------------- | ----------------- | ----------------- | -------- |
| 1 | Hensies             | 9,96           | 2.624             | 263               | 53039A   |
| 2 | Montroeul-sur-Haine | 5,04           | 738               | 146               | 53039B   |
| 3 | Thulin              | 8,84           | 2.593             | 293               | 53039C   |
| 4 | Hainin              | 2,57           | 894               | 347               | 53039D   |

### Communes limitrophes
| Saint-Aybert (fr) | Bernissart | Saint-Ghislain |
|                   | Hensies    | Boussu         |
| Crespin (fr)      | Quiévrain  | Dour           |

## Évolution démographique

### Démographie: Avant la fusion des communes
- Source: DGS recensements population

### Démographie: Commune fusionnée
En tenant compte des anciennes communes entraînées dans la fusion de communes de 1977, on peut dresser l'évolution suivante :
Les chiffres des années 1831 à 1970 tiennent compte des chiffres des anciennes communes fusionnées.
- Source: DGS , de 1831 à 1981=recensements population; à partir de 1990 = nombre d'habitants chaque 1 janvier[3]

## Armoiries
|  | Les armoiries de la nouvelle entité communale rappellent la situation géographique à la croisée de la chaussée de Bavai vers la Flandre et une transversale joignant la route de Bavai à Boulogne. Elles rappellent également différentes familles qui possédèrent la seigneurie : la bande (les Ligne), l'engrêlure (les Haynin), la fleur de néflier (les Arenberg). La barre d'azur est un rappel de la Haine qui côtoie l'entité,. Blasonnement : D’or à la barre d’azur, à la bande engrêlée de gueules brochante et chargée en cœur d’une fleur de néflier d’or. - Délibération communale : 22/10/1993 - Arrêté de l'exécutif de la communauté : 6/10/1994 |

## Politique et administration

### Conseil et collège communal 2024-2030
Ci-dessous, le tableau des résultats des élections communales de 2024.
| Parti | Parti         | Voix (2024) | Voix (2018) | % (2024) | % (2018) | +/-    | Sièges  | +/- | Collège |
| ----- | ------------- | ----------- | ----------- | -------- | -------- | ------ | ------- | --- | ------- |
|       | OC            | 867         | -           | 20,82%   | -        | 0.0 %  | 3 / 17  | 3.0 | Non     |
|       | E Bourgmestre | 3.298       | 3.221       | 79,18%   | 75,01%   | 4.17 % | 14 / 17 | 0.0 | Oui     |
|       | Osonschanger  | -           | 899         | -        | 20,94%   | 0.0 %  | - / 17  | 3.0 | Non     |
|       | AGORA         | -           | 174         | -        | 4,05%    | 0.0 %  | - / 17  | 0.0 | Non     |
| Total | Total         | 4 165       | 4 294       | 100 %    | 100 %    |        | 17      |     |         |

| Collège communal  |                    |                                     |
| ----------------- | ------------------ | ----------------------------------- |
| Bourgmestre       | Éric Thiébaut      | PS - Équipe du Bourgmestre          |
| 1er Échevine      | Cindy Bériot       | Les Engagés - Équipe du Bourgmestre |
| 2e Échevin        | Michaël Demoustier | PS - Équipe du Bourgmestre          |
| 3e Échevin        | Fabrice François   | PS - Équipe du Bourgmestre          |
| 4e Échevine       | Yvane Boucart      | PS - Équipe du Bourgmestre          |
| Président du CPAS | Éric Thomas        | PS - Équipe du Bourgmestre          |

## Enseignement

### Les écoles à Hensies
- Hensies : école du centre et l'école de la Cité.
- Montrœul-sur-Haine : école communale.
- Thulin : école communale et école libre.
- Hainin : école communale.

## Galerie de photos

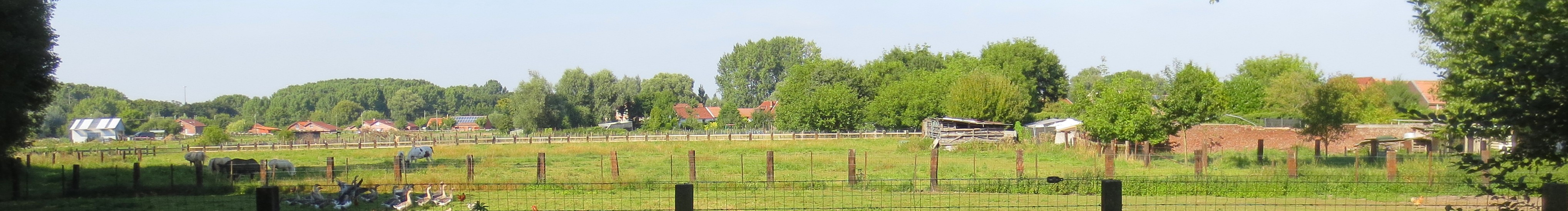
Vue panoramique d'Hensies.

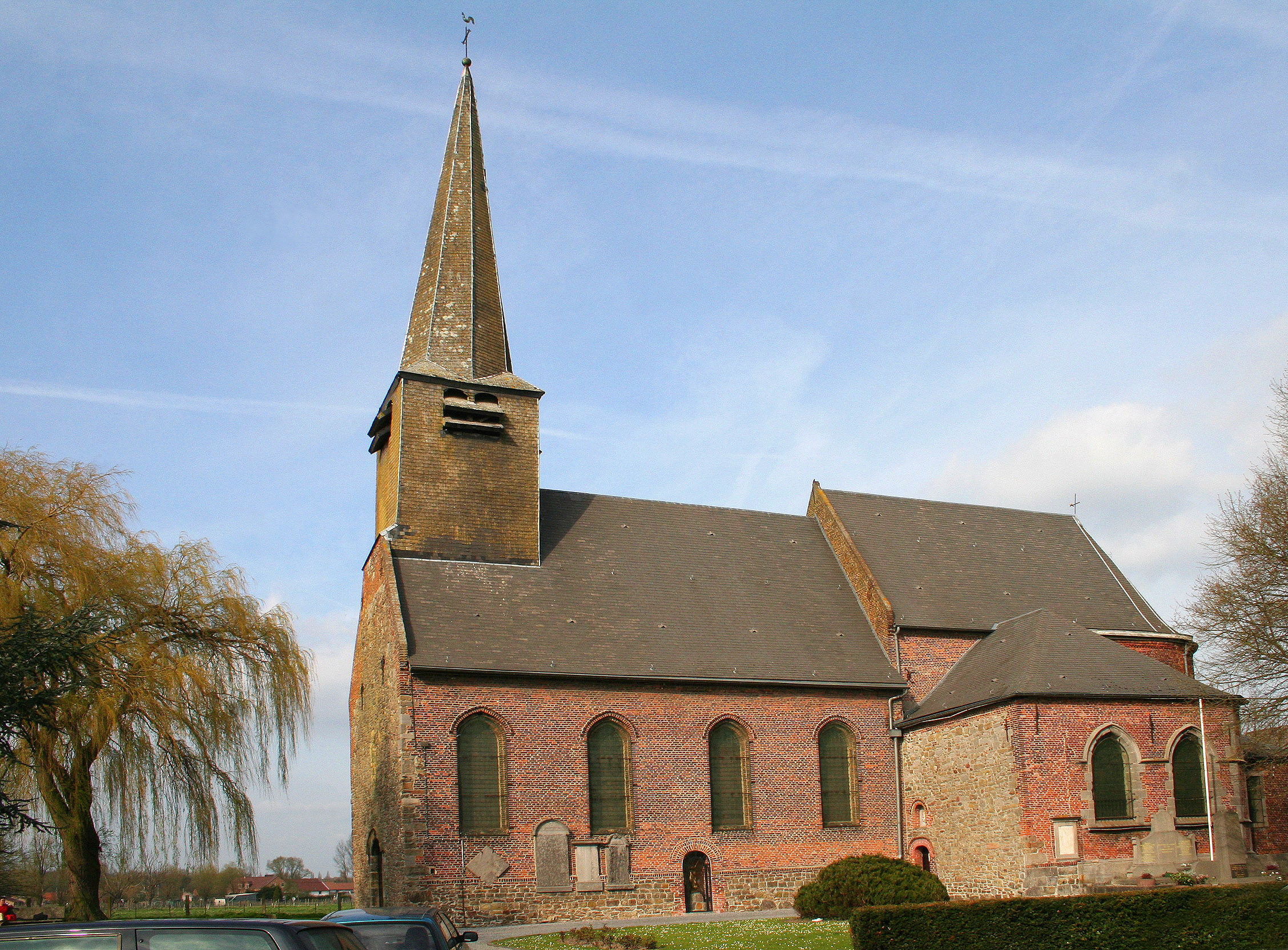
Église Saint-Georges
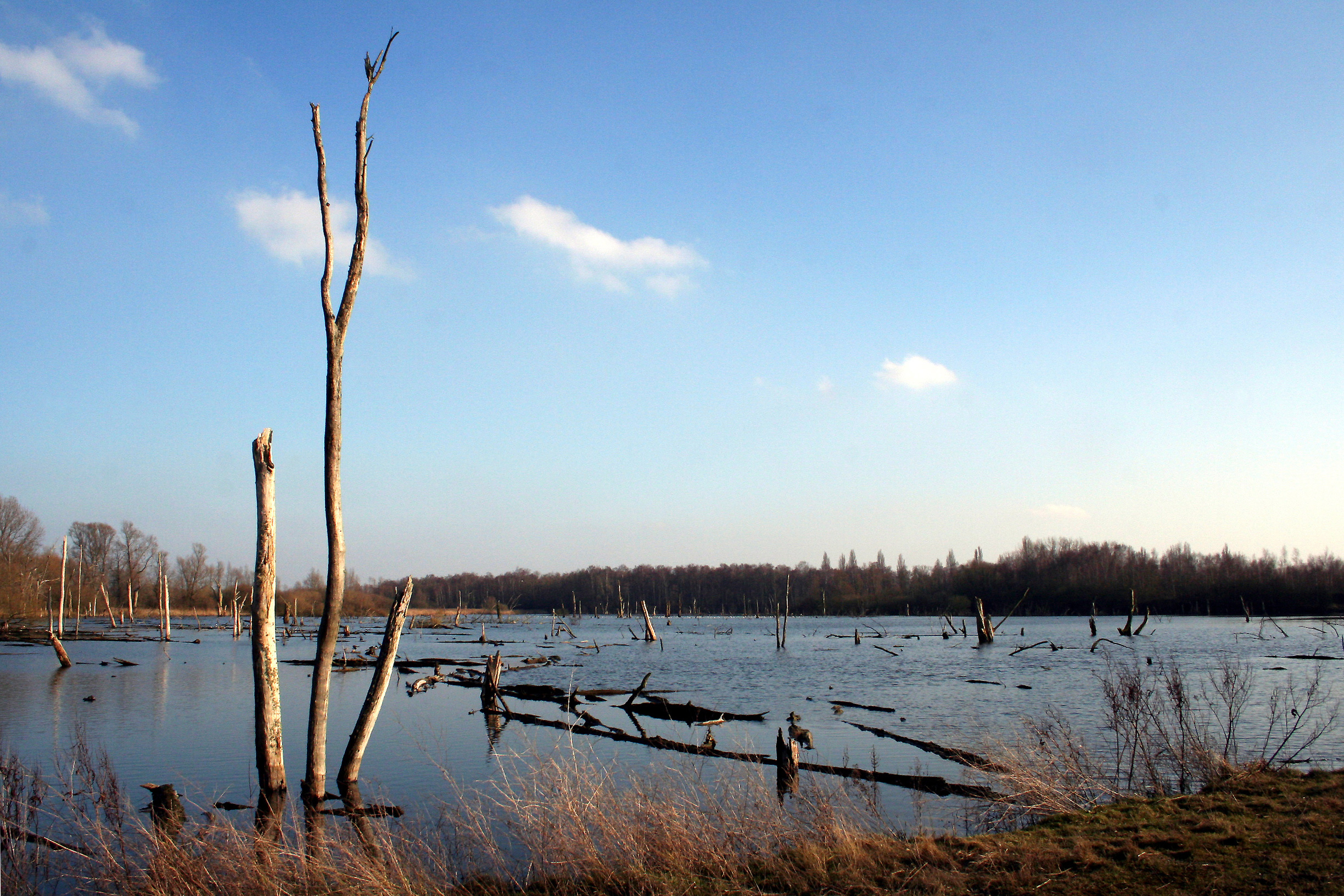
Étang Van Gheyt
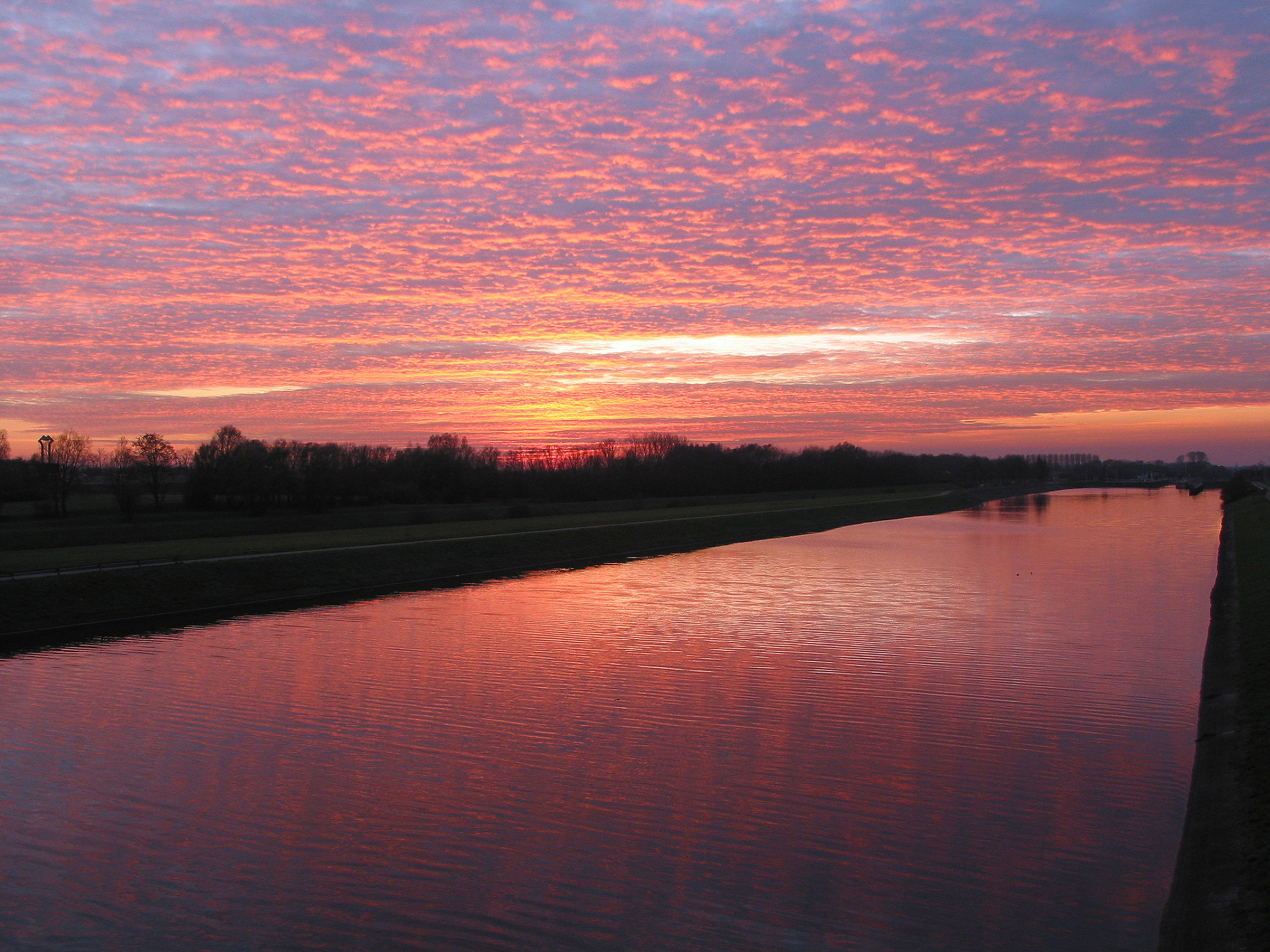
Canal Pommerœul-Condé